# Draudacum
Draudacum (oder Draudacium) war eine antike Festung im südlichen Illyrien. In der Forschung ist es umstritten, wo genau sich die Festung befand.

## Geschichte
Die einzige schriftliche Erwähnung des Kastells findet sich beim römischen Geschichtsschreiber Titus Livius um die Zeitenwende. Ihm zufolge lag Draudacum auf dem Weg von Uscana nach Oaeneum im Gebiet des illyrischen Stammes der Penestae (nicht zu verwechseln mit den Penesten). Im Jahr 169 v. Chr. nahm der letzte makedonische König Perseus die Ortschaft zusammen mit dem nahen Oaeneum ein.

## Lokalisierung
Edward Boucher James (1854) zufolge lag Draudacum beim heutigen Dardhas (Gemeinde Pogradec) im heutigen Südosten Albaniens. Nikola Vulić (1934) lokalisierte die Siedlung hingegen bei der heutigen nordmazedonischen Stadt Gostivar. Zef Mirdita (1975) sah sie etwas weiter entfernt gelegen bei Gradec (in der Gemeinde Vrapčište).

## Trivia
Insbesondere unter der ethnisch-albanischen Bevölkerung hat die Theorie, dass Draudacum die antike Vorgängerin der heutigen Stadt Gostivar ist, großen Anklang gefunden, dies verbunden mit der illyrischen Abstammungshypothese der Albaner. So trägt ein Verein bildender Künstler in jener Stadt diesen Namen.